# Seleukos IV Philopator

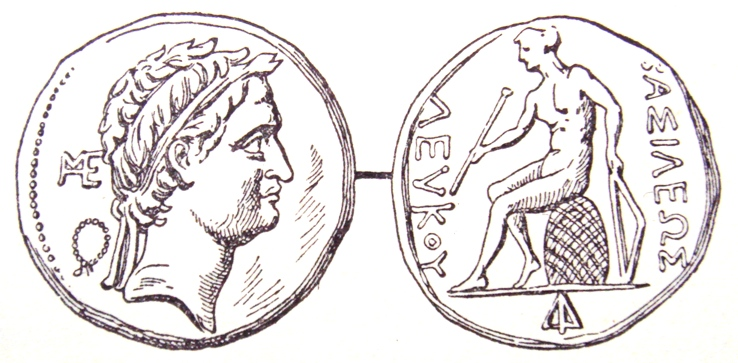
Tiền của Seleukos IV Philopator, trên có dòng chữ Hy Lạp: (Β)ΑΣΙΛΕΩΣ (ΣΕ)ΛΕΥΚΟΥ

Seleukos IV Philopator (tiếng Hy Lạp: Σέλευκος Δ' Φιλοπάτωρ, khoảng 218-175 TCN) là vị vua thứ 7 của đế chế Seleukos thời kỳ Hy Lạp hóa, ông cai trị từ năm 187 TCN đến năm 175 TCN. Lãnh thổ của ông gồm có Syria (bao gồm cả Cilicia, Judea, Lưỡng Hà, Babylon và các lãnh thổ lân cận Iran (Media và Ba Tư).
Ông đã theo đuổi một chính sách tham vọng do việc buộc phải trả một khoản bồi thường chiến phí lớn từ cuộc chiến tranh nặng nề với La Mã. Trong một nỗ lực để kiếm tiền trả cho La Mã, ông đã gửi vị tể tướng Heliodoros tới Jerusalem để thu giữ kho vàng của ngôi đền. Sau khi Heliodoros trở về, ông ta đã ám sát Seleukos và chiếm đoạt ngai vàng cho mình.
Người thừa kế thực sự Demetrius, con của Seleukos đang ở Rome làm con tin, vì thế vương quốc bị chiếm đoạt bởi em trai của Seleukos, Antiochus IV Epiphanes, ông ta đã tìm cách lật đổ và giết chết Heliodorus, cùng với một người con trai sơ sinh của ông này cũng tên là Antiochos, và trở thành người đứng đầu vương quốc cho tới khi bị Epiphanes sát hại.

## Liên kết bên ngoài
- Seleucus IV Philopator entry in historical sourcebook by Mahlon H. Smith